# Amphipoea chrysographa
Amphipoea chrysographa là một loài bướm đêm trong họ Noctuidae.